# Europapokal der Landesmeister 1984/85
Der Europapokal der Landesmeister 1984/85 war die 30. Auflage des Wettbewerbs. 32 Klubmannschaften nahmen teil, darunter 32 Landesmeister der vorangegangenen Saison und mit dem FC Liverpool der Titelverteidiger. Das Finale fand am 29. Mai 1985 im Heysel-Stadion in Brüssel statt und wurde von der Katastrophe von Heysel überschattet.

## Modus
Die Teilnehmer spielten im reinen Pokalmodus mit (bis auf das Finale) Hin- und Rückspielen um die Krone des europäischen Vereinsfußballs. Bei Torgleichstand zählte zunächst die größere Zahl der auswärts erzielten Tore; gab es auch hierbei einen Gleichstand, wurde das Rückspiel verlängert und gegebenenfalls sofort anschließend ein Elfmeterschießen zur Entscheidung ausgetragen.

## 1. Runde
Die Hinspiele fanden am 19. September, die Rückspiele am 3. Oktober 1984 statt.
|                          | Gesamt          |                        | Hinspiel | Rückspiel |
| ------------------------ | --------------- | ---------------------- | -------- | --------- |
| Lech Posen               | 0:5             | FC Liverpool           | 0:1      | 0:4       |
| DFS Lewski-Spartak Sofia | (a)3:3(a)       | VfB Stuttgart          | 1:1      | 2:2       |
| FC Aberdeen              | 3:3 (4:5 i. E.) | BFC Dynamo             | 2:1      | 1:2 n. V. |
| Dinamo Bukarest          | 5:3             | Omonia Nikosia         | 4:1      | 1:2       |
| Ilves Tampere            | 1:6             | Juventus Turin         | 0:4      | 1:2       |
| Feyenoord Rotterdam      | 1:2             | Panathinaikos Athen    | 0:0      | 1:2       |
| FK Austria Wien          | 8:0             | FC Valletta            | 4:0      | 4:0       |
| FC Avenir Beggen         | 00:17           | IFK Göteborg           | 00:8 1   | 0:9       |
| Girondins Bordeaux       | 3:2             | Athletic Bilbao        | 3:2      | 0:0       |
| Grasshopper Club Zürich  | 4:3             | Honvéd Budapest        | 3:1      | 1:2       |
| Vålerenga Oslo           | 3:5             | Sparta Prag            | 3:3      | 0:2       |
| Trabzonspor              | 1:3             | Dnjepr Dnjepropetrowsk | 1:0      | 00:3 2    |
| ÍA Akranes               | 2:7             | KSK Beveren            | 2:2      | 0:5       |
| Linfield FC              | (a)1:1(a)       | Shamrock Rovers        | 0:0      | 1:1       |
| KS Labinoti Elbasan      | 0:6             | Lyngby BK              | 0:3      | 0:3       |
| Roter Stern Belgrad      | 3:4             | Benfica Lissabon       | 3:2      | 0:2       |

## 2. Runde
Die Hinspiele fanden am 24. Oktober, die Rückspiele am 7. November 1984 statt.
|                          | Gesamt    |                         | Hinspiel | Rückspiel |
| ------------------------ | --------- | ----------------------- | -------- | --------- |
| Sparta Prag              | 2:1       | Lyngby BK               | 0:0      | 02:1 3    |
| BFC Dynamo               | 4:5       | FK Austria Wien         | 3:3      | 1:2       |
| Panathinaikos Athen      | 5:4       | Linfield FC             | 2:1      | 3:3       |
| DFS Lewski-Spartak Sofia | (a)3:3(a) | Dnjepr Dnjepropetrowsk  | 3:1      | 00:2 4    |
| FC Liverpool             | 3:2       | Benfica Lissabon        | 3:1      | 0:1       |
| Girondins Bordeaux       | 2:1       | Dinamo Bukarest         | 1:0      | 1:1 n. V. |
| IFK Göteborg             | (a)2:2(a) | KSK Beveren             | 1:0      | 1:2       |
| Juventus Turin           | 6:2       | Grasshopper Club Zürich | 2:0      | 4:2       |

## Viertelfinale
Die Hinspiele fanden am 6., die Rückspiele am 20. März 1985 statt.
|                    | Gesamt          |                        | Hinspiel | Rückspiel   |
| ------------------ | --------------- | ---------------------- | -------- | ----------- |
| Girondins Bordeaux | 2:2 (5:3 i. E.) | Dnjepr Dnjepropetrowsk | 1:1      | 1:1 n. V. 5 |
| Juventus Turin     | 3:1             | Sparta Prag            | 3:0      | 0:1         |
| FK Austria Wien    | 2:5             | FC Liverpool           | 1:1      | 1:4         |
| IFK Göteborg       | 2:3             | Panathinaikos Athen    | 0:1      | 2:2         |

## Halbfinale
Die Hinspiele fanden am 10., die Rückspiele am 24. April 1985 statt.
|                | Gesamt |                     | Hinspiel | Rückspiel |
| -------------- | ------ | ------------------- | -------- | --------- |
| Juventus Turin | 3:2    | Girondins Bordeaux  | 3:0      | 0:2       |
| FC Liverpool   | 5:0    | Panathinaikos Athen | 4:0      | 1:0       |

## Finale
Überschattet wurde das Finale vom Tod von 39 Zuschauern. Englische Vereine wurden daraufhin für fünf Jahre gesperrt, der viermalige Sieger FC Liverpool gar für sieben.
siehe auch: Katastrophe von Heysel
| Juventus Turin                           | Juventus Turin | FC Liverpool | FC Liverpool |
| ---------------------------------------- | --- | --- | ------------ |
| Juventus Turin                           | \| 29. Mai 1985 in Brüssel (Heysel-Stadion) \| \| Ergebnis: 1:0 (0:0) \| \| Zuschauer: 58.000 \| \| Schiedsrichter: André Daina ( Schweiz) \| | \| 29. Mai 1985 in Brüssel (Heysel-Stadion) \| \| Ergebnis: 1:0 (0:0) \| \| Zuschauer: 58.000 \| \| Schiedsrichter: André Daina ( Schweiz) \|                                                                         | FC Liverpool |
| Juventus Turin                           | Stefano Tacconi – Gaetano Scirea – Luciano Favero, Sergio Brio, Antonio Cabrini – Massimo Bonini, Michel Platini, Marco Tardelli, Zbigniew Boniek – Paolo Rossi (89. Beniamino Vignola), Massimo Briaschi (85. Cesare Prandelli) Cheftrainer: Giovanni Trapattoni | Bruce Grobbelaar – Phil Neal , Mark Lawrenson (4. Gary Gillespie), Alan Hansen, Jim Beglin – Steve Nicol, Ronnie Whelan, Kenny Dalglish, John Wark – Ian Rush, Paul Walsh (46. Craig Johnston) Cheftrainer: Joe Fagan | FC Liverpool |
| Juventus Turin                           | 1:0 Michel Platini (58., Foulelfmeter) | | FC Liverpool |
| 29. Mai 1985 in Brüssel (Heysel-Stadion) | | |              |
| Ergebnis: 1:0 (0:0)                      | | |              |
| Zuschauer: 58.000                        | | |              |
| Schiedsrichter: André Daina ( Schweiz)   | | |              |

## Beste Torschützen
| Rang | Spieler          | Klub           | Tore |
| ---- | ---------------- | -------------- | ---- |
| 1    | Torbjörn Nilsson | IFK Göteborg   | 7    |
|      | Michel Platini   | Juventus Turin | 7    |
| 3    | Ian Rush         | FC Liverpool   | 6    |
|      | Paolo Rossi      | Juventus Turin | 6    |
|      | John Wark        | FC Liverpool   | 6    |

## Eingesetzte Spieler Juventus Turin
| Juventus Turin | |
| Juventus Turin | - Tor: Stefano Tacconi (5/-); Luciano Bodini (4/-) - Abwehr: Gaetano Scirea (9/-); Antonio Cabrini (9/-); Luciano Favero (9/-); Sergio Brio (4/-); Nicola Caricola (4/-); Bruno Limido (3/-); Stefano Pioli (3/-) - Mittelfeld: Michel Platini (9/7); Zbigniew Boniek (9/1); Marco Tardelli (8/1); Massimo Bonini (8/-); Beniamino Vignola (4/2); Cesare Prandelli (4/-); Giovanni Koetting (1/-) - Sturm: Paolo Rossi (9/5); Massimo Briaschi (9/3) - Trainer: Giovanni Trapattoni |